# Kjell Bergqvist
Kjell Bertil Leonard Bergqvist (Stoccolma, 23 febbraio 1953) è un attore svedese, vincitore del premio Guldbagge come miglior attore nel 2001 e come miglior attore non protagonista nel 2010.

## Biografia
Figlio di un camionista e di un'infermiera, trascorre l'infanzia con forti difficoltà economiche famigliari. Studente complicato, viene espulso dalla scuola superiore per violenza verso il personale insegnante. La scoperta del teatro, avvenuta grazie a un parente, lo porta a iscriversi all'accademia d'arte drammatica della capitale dove si diploma nel 1973. Interprete di oltre cento pellicole dagli anni settanta, alterna la sua attività tra teatro, cinema e televisione.

## Vita privata
Sposato più volte, ha quattro figli, due avuti con la seconda moglie Yvonne Ryding.

## Filmografia parziale

### Cinema
- Den bästa sommaren, regia di Ulf Malmros (2000)
- Drowning Ghost - Oscure presenze (Strandvaskaren), regia di Mikael Håfström (2004)
- Bröllopsfotografen, regia di Ulf Malmros (2009)
- Monica Z, regia di Per Fly (2013)
- Love Forever, regia di Staffan Lindberg (2025)

### Televisione
- En pilgrims död, regia di Kristoffer Nyholm e Kristian Petri, miniserie televisiva (2013)

## Premi e riconoscimenti
Guldbagge
2001 - Miglior attore - Den bästa sommaren
2010 - Miglior attore non protagonista - Bröllopsfotografen
Litteris et Artibus 2025